# Corall blau
El corall blau (Heliopora coerulea) és una espècie d'antozou octocoral·li l'única de l'ordre Helioporacea. Es l'únic octocoral·li conegut que produeix un esquelet massiu. Aquest esquelet està format d'aragonita com els de Scleractinia. Es troba en la zona indopacífica, on és comú.
Pel seu inusual color blau és resistent a les condicions ambientals i es fa servir en aquaris tropicals.